# デーン–サマービル方程式
数学上で、デーン–サマービル方程式（英: Dehn–Sommerville equations）とは、単体的多面体の異なる次元の面数の間の線形関係を表す方程式系である。次元が4、5の多面体に対しては、1905年にマックス・デーン (Max Dehn) により発見され、一般の次元に対してはダンカン・サマービル (Duncan Sommerville) により1927年に示された。　

## 命題
P を d 次元単体的多面体とする。i = 0, 1, ..., d−1 に対して fi を P の i 次元面の数を表すものとする。列
{\displaystyle f(P)=(f_{0},f_{1},\ldots ,f_{d-1})}
を
多面体P の f-列 
と呼び、
{\displaystyle f_{-1}=1,f_{d}=1.}
とする。
このとき、任意の k = −1, 0, …, d−2 に対して、次の式（デーン–サマービル方程式）が成り立つ。
{\displaystyle \sum _{j=k}^{d-1}(-1)^{j}{\binom {j+1}{k+1}}f_{j}=(-1)^{d-1}f_{k}.}
k = −1 のとき、これは単体的 (d − 1) 次元球面のオイラー標数は 1 + (−1)d−1 に等しいという事実を表す。
デーン–サマービル方程式は k の値に依存し、{\displaystyle \left[{\frac {d+1}{2}}\right]} 個の方程式からなる最大の独立した集合を選ぶ方法がいくつか存在する。